# Nitrianske Rudno
Nitrianske Rudno (Hongaars: Diviékrudnó) is een Slowaakse gemeente in de regio Trenčín, en maakt deel uit van het district Prievidza.
Nitrianske Rudno telt 1.974 inwoners.